# Лысая певица
«Лысая певица» (фр. La Cantatrice Chauve) — первая пьеса франко-румынского драматурга Эжена Ионеско.
Пьеса написана в 1948 году, впервые поставлена Николя Батаем в парижском Théâtre des Noctambules (Театре полуночников); премьера состоялась 11 мая 1950 года. Пьеса не имела успеха — до тех пор, пока знаменитые писатели и критики, в числе которых Жан Ануй и Раймон Кено, не поддержали её. С 1957 года постоянно шла в Théâtre de la Huchette (Театре на улице Юшет). Пьеса стала одной из самых часто играемых во Франции.

## История создания
Замысел пьесы пришел к Ионеско, когда он учил английский язык по методу Ассимиль, предполагающему запоминание целых предложений. Перечитывая предложения, он почувствовал, что не учит английский, а скорее открывает удивительные истины вроде той, что в неделе семь дней, что потолок — наверху, а пол — внизу: вещи, которые он уже знал, но которые просто ошеломили его, поскольку были так же поразительны, как и бесспорно правдивы.
Это чувство только усилилось с появлением в последующих уроках персонажей «г-н и г-жа Смит». К изумлению Ионеско, г-жа Смит сообщила мужу, что у них несколько детей, что они живут в окрестностях Лондона, что их фамилия Смит, что господин Смит — служащий, что у них есть служанка, Мэри, которая, как и они, англичанка. Особенно примечательной в г-же Смит Ионеско показалась чрезвычайно методичная техника поиска истины в разговоре. Для Ионеско клише и трюизмы учебника представляли собой нелепую карикатуру и пародию, а сам язык распадался на разъединенные фрагменты слов.
Отталкиваясь от этого опыта, Ионеско решил написать абсурдистскую пьесу под названием «L’anglais sans peine» (фр. Английский без труда). Пьеса была написана на родном для Ионеско румынском языке, а затем он написал её снова, уже на французском. Название пьесы, под которым она стала известна, возникло в результате оговорки актёра на репетиции.

## Сюжет
Действие представляет собой разговор в английском доме в окрестностях Лондона, становящийся все более странным, бессмысленным и алогичным.
Участники разговора — две супружеские пары, Смиты и Мартины, служанка и пожарный..
Сцена 1
Пьеса начинается с того, что миссис Смит рассказывает мистеру Смиту о событиях прошедшего вечера. Они обсуждают смерть своего знакомого, Бобби Уотсона. Затем действие возвращается в реальность, и они осознают, что Бобби умер четыре года назад. Внезапно они вспоминают время, когда он был жив и помолвлен с женщиной, которую тоже звали Бобби Уотсон. Снова вернувшись в реальность, супруги начинают сплетничать о том, за кого выйдет замуж его вдова. По слухам, она выберет родственника с тем же именем, но из-за того, что все в семье Уотсонов носят одинаковые имена и работают в одной сфере, Смиты путаются, кто есть кто.
Сцена 2
Входит их горничная Мэри и объявляет о прибытии Мартинов. Смиты уходят.
Сцена 3
Мартины входят, Мэри упрекает их за опоздание и удаляется.
Сцена 4
Оказавшись в комнате, Мартины понимают, что уже встречались раньше. Они с удивлением обнаруживают, что оба родом из Манчестера, приехали в Лондон одним поездом, путешествовали вторым классом, живут по адресу Бромфилд-стрит, 19, спят в одной кровати и имеют двухлетнюю дочь по имени Алиса с одним красным и одним белым глазом. Они приходят к выводу, что являются мужем и женой. Узнав друг друга, они обнимаются.
Сцена 5
Мэри находится на сцене с уснувшими Мартинами. Она обращается к зрителям, говоря, что пара ошибается насчёт своего родства, но добавляет: «Неважно, пусть всё останется как есть».
Сцена 6
Оставшись одни, Мартины решают, что теперь, когда они нашли друг друга, будут жить как прежде.
Сцена 7
Смиты возвращаются и начинают обсуждать гостей. Раздаётся звонок в дверь, мистер Смит идёт открывать.
Сцена 8
Появляется Начальник пожарной команды. Он разочарован отсутствием пожара, но Смиты обещают вызвать его, если что-то случится. Чтобы скоротать время, они рассказывают абсурдные истории.
Сцена 9
Входит Мэри и рассказывает свою историю, в которой признаётся, что является любовницей Начальника. Смиты выгоняют её.
Сцена 10
Перед уходом Начальник упоминает «лысую певицу».
Сцена 11
Мартины и Смиты произносят бессмысленные фразы. Затем язык полностью теряет смысл: пары ссорятся, но не могут договориться. Свет гаснет, а когда включается вновь, Мартины сидят в гостиной Смитов и повторяют те же реплики, с которых начиналась пьеса.

## Трактовки
Основная идея пьесы не лежит на поверхности, как это характерно для большинства пьес театра абсурда. Принято считать, что она выражает тщетность попыток осмыслить процесс коммуникации в современном обществе. Текст изобилует выводами, не соответствующими посылкам, что создаёт впечатление будто персонажи даже не слушают друг друга в неистовых попытках быть услышанными. Когда пьеса ставилась первый раз, считалось, что это может быть пародия. Однако в эссе, написанном для критиков, Ионеско заявил, что у него не было намерений написать пьесу в таком жанре.
Согласно Ионеско, у него было несколько вариантов концовки, в том числе кульминация, в которой «автор» или «режиссёр» противостоят публике, и даже вариант, в котором в публику стреляют из пулемётов. В конце концов было выбрано более дешёвое решение — цикличность пьесы. Ионеско сказал в одном из интервью: «Я хотел наделить пьесу смыслом, повторив её с двумя персонажами. Таким образом, конец становится началом, но, поскольку в пьесе две пары, первый раз она начинается со Смитами, а второй — с Мартинами, подразумевая взаимозаменяемость персонажей: Смиты — это Мартины, а Мартины — это Смиты».